# Natalja Popowa (skoczkini do wody)
Natalja Popowa (ros. Наталья Попова; ur. 26 maja 1980 w Ałmaty) – kazachska skoczkini do wody, olimpijka.
Uczestniczka igrzysk olimpijskich w Sydney. Startowała w skokach z trampoliny trzymetrowej, w których zajęła 28. miejsce w stawce 43 zawodniczek.